# 佐伯尚孝
佐伯 尚孝（さえき なおたか、1934年8月18日 - 2023年5月10日）は日本の実業家。第9代三和銀行頭取。

## 来歴・人物
鹿児島県出身。1955年福岡県立福岡高等学校卒業、1959年東京大学経済学部卒業、三和銀行入行。1994年から第9代三和銀行頭取を務めたが、渡辺滉会長と派閥抗争を繰り広げ、1999年に渡辺会長と「相打ち」のかたちで頭取を辞任し、相談役に退いた。後任の代表権のない会長には内藤碩昭が、頭取には室町鐘緒が就いた。のち三菱UFJ銀行名誉顧問、三菱UFJ信託地域文化財団評議員、岩谷直治記念財団理事長。
2023年5月10日、横浜市の自宅で死去。88歳没。